# Constantin von Wurzbach
Constantin von Wurzbach (n. 11 aprilie 1818, Ljubljana, Slovenia – d. 18 august 1893, Berchtesgaden, Regatul Bavariei, Germania) a fost un enciclopedist austriac.